# Tiếng Somali
Tiếng Somali (Af-Soomaali [æ̀f sɔ̀ːmɑ́ːlì]) là một ngôn ngữ Phi-Á thuộc về nhóm ngôn ngữ Cush. Đây là bản ngữ của người Somali ở Đại Somalia và người Somali hải ngoại. Tiếng Somali là một ngôn ngữ chính thức của Somalia, ngôn ngữ quốc gia của Djibouti, và một ngôn ngữ làm việc tại vùng Somali của Ethiopia. Nó cũng được một vài dân tộc thiểu số lân cận sử dụng.

## Phân loại
Tiếng Somali được xếp vào nhánh ngôn ngữ Cush của ngữ hệ Phi-Á; chi tiết hơn, là trong nhóm Đông Cush Đất thấp cùng với tiếng Afar và Saho. Tiếng Somali là ngôn ngữ Cush được ghi nhận hoàn thiện nhất, với những nghiên cứu hàn lâm được thực hiện từ cuối thế kỷ XIX.

## Phân bố địa lý
Tiếng Somali được nói bởi người Somali ở Somalia, Djibouti, Ethiopia, Yemen, Kenya, và bởi người Somali hải ngoại. Nó cũng trở thành ngôn ngữ của những nhóm dân tộc thiểu số tại vùng này.
Tính tới năm 2006, có chừng 16,6 triệu người nói tiếng Somali, trong đó khoảng 8,3 triệu định cư tại Somalia. Ước tính 95% dân cư Somalia, và một phần lớn người dân Djibouti, nói thứ tiếng này. Tiếng Somali là ngôn ngữ Cush có số người nói đông thứ nhì, sau tiếng Oromo.
Khi cuộc Nội chiến Somali bắt đầu vào đầu thập niên 1990, số người Somali hải ngoại tăng lên, những cộng đồng nói tiếng Somali hình thành tại Trung Đông, Bắc Phi và châu Âu.

## Âm vị học
Tiếng Somali có 22 âm vị phụ âm.
|          | Đôi môi | Đôi môi | Môi răng | Môi răng | Răng | Răng | Chân răng | Chân răng | Vòm- chân răng | Vòm- chân răng | Quặt lưỡi | Quặt lưỡi | Vòm | Vòm | Vòm mềm | Vòm mềm | Lưỡi gà | Lưỡi gà | Yết hầu | Yết hầu | Thanh hầu | Thanh hầu |
| -------- | ------- | ------- | -------- | -------- | ---- | ---- | --------- | --------- | -------------- | -------------- | --------- | --------- | --- | --- | ------- | ------- | ------- | ------- | ------- | ------- | --------- | --------- |
| Mũi      | m       | m       |          |          |      |      | n         | n         |                |                |           |           |     |     |         |         |         |         |         |         |           |           |
| Tắc      |         | b       |          |          | t̪    | d̪    |           |           |                |                |           | ɖ         |     |     | k       | ɡ       | q       |         |         |         | ʔ         |           |
| Tắc sát  |         |         |          |          |      |      |           |           | ʤ              |                |           |           |     |     |         |         |         |         |         |         |           |           |
| Sát      |         |         | f        |          |      |      | s         |           | ʃ              |                |           |           |     |     | x~χ     |         |         |         | ħ       | ʕ       | h         |           |
| Rung     |         |         |          |          |      |      | r         | r         |                |                |           |           |     |     |         |         |         |         |         |         |           |           |
| Tiếp cận |         |         |          |          |      |      | l         | l         |                |                |           |           | j   | j   | w       | w       |         |         |         |         |           |           |

Những phụ âm /b d̪ q/ thường được phát âm thành [β ð ɣ] giữa hai nguyên âm. Âm tắc đầu lưỡi vòm cứng /ɖ/ có khi trở nên phi tắc, và khi nằm giữa hai nguyên âm nó có thể biến âm [ɽ]. Vài người nói phát âm /ħ/ thành âm rung nắp thanh quản. /q/ cũng thường được nắp thanh quản hóa.
Ngôn ngữ này có năm nguyên âm cơ bản. Mỗi nguyên âm có dạng trước và sau, cũng như dạng dài và ngắn. Điều này tạo ra 20 âm nguyên âm khác nhau.
Cấu trúc âm tiết tiếng Somali là (P)N(P) (P: phụ âm, N: nguyên âm).

## Ví dụ

### Số đếm
| \| Tiếng Việt \| Tiếng Somali \| \| ---------- \| ------------ \| \| một \| kow \| \| hai \| laba \| \| ba \| saddex \| \| bốn \| afar \| \| năm \| shan \| \| sáu \| lix \| \| bảy \| toddoba \| \| tám \| siddeed \| \| chín \| sagaal \| \| mười \| toban \| 1. 2. 3. 4. 5. 6. 7. 8. 9. 10. 11. 12. 13. 14. - Abdullahi, Mohamed Diriye (2001). Culture and Customs of Somalia. Greenwood. ISBN 978-0-313-31333-2. - Ammon, Ulrich; Hellinger, Marlis (1992). Status Change of Languages. Walter de Gruyter. - Andrzejewski, B.; Lewis, I. (1964). Somali poetry: an introduction. Clarendon Press. - Dalby, Andrew (1998). Dictionary of languages: the definitive reference to more than 400 languages. Columbia University Press. - Dubnov, Helena (2003). A Grammatical Sketch of Somali. Koln: Rudiger Koppe Verlag. - Edmondson, Jerold; Esling, John; Harris, Jimmy (ngày 6 tháng 7 năm 2025), Supraglottal cavity shape, linguistic register, and other phonetic features of Somali (PDF), Bản gốc (PDF) lưu trữ ngày 16 tháng 4 năm 2014, truy cập ngày 2 tháng 1 năm 2018{{Chú thích}}: Quản lý CS1: năm (liên kết) - Fisiak, Jacek (1997). Linguistic reconstruction and typology. Walter de Gruyter. ISBN 978-3-11-014905-0. - Gabbard, Kevin (2010), A Phonological Analysis of Somali and the Guttural Consonants (PDF) - Heine, Bernd; Nurse, Derek (2000). African Languages: An Introduction. Cambridge University Press. ISBN 978-0-521-66629-9. - Laitin, David (1977). Politics, Language, and Thought: The Somali Experience. University Of Chicago Press. - Lecarme, Jacqueline; Maury, Carole (1987). "A software tool for research in linguistics and lexicography: Application to Somali". Computers and Translation. Quyển 2. Paradigm Press. Bản gốc lưu trữ ngày 27 tháng 3 năm 2020. Truy cập ngày 2 tháng 1 năm 2018. - Lewis, I. (1998). Peoples of the Horn of Africa: Somali, Afar and Saho. Red Sea Press. - Saeed, John (1999). Somali. Amsterdam: John Benjamins. ISBN 1-55619-224-X. - Sheik-ʻAbdi, ʻAbdi ʻAbdulqadir (1993). Divine madness: Moḥammed ʻAbdulle Ḥassan (1856-1920). Zed Books. - Versteegh, Kees (2008). Encyclopedia of Arabic language and linguistics, Volume 4. Brill. ISBN 9004144765. - Weninger, Stefan (2011). Semitic Languages: An International Handbook. Walter de Gruyter. ISBN 978-3-11-025158-6. - Zwicky, Arnold; Pullum, Geoffrey (1983). "Phonology in Syntax: The Somali Optional Agreement Rule" (PDF). Natural Language & Linguistic Theory. Quyển 1 số 3. tr. 385–402. doi:10.1007/bf00142471. |              |
| Tiếng Việt | Tiếng Somali |
| một | kow          |
| hai | laba         |
| ba | saddex       |
| bốn | afar         |
| năm | shan         |
| sáu | lix          |
| bảy | toddoba      |
| tám | siddeed      |
| chín | sagaal       |
| mười | toban        |